# Vancouver Blazers
Vancouver Blazers byl profesionální kanadský klub ledního hokeje, který sídlil ve Vancouveru v provincii Britská Kolumbie. V letech 1973–1975 působil v profesionální soutěži World Hockey Association. Blazers ve své poslední sezóně v WHA skončily v základní části. Své domácí zápasy odehrával v hale Pacific Coliseum s kapacitou 16 281 diváků. Klubové barvy byly žlutá a oranžová.
Založen byl v roce 1973 po přestěhování frančízy z Filadelfie do Vancouveru, zanikl v roce 1975 po přestěhování do Calgary.

## Umístění v jednotlivých sezonách
Stručný přehled
Zdroj: 
- 1973–1974: World Hockey Association (Západní divize)
- 1974–1975: World Hockey Association (Kanadská divize)

Jednotlivé ročníky
Zdroj: 
Legenda: Z - zápasy, V - výhry, VP - výhry v prodloužení, R - remízy, P - porážky, PP - porážky v prodloužení, VG - vstřelené góly, OG - obdržené góly, +/- - rozdíl skóre, B - body, KPW - Konference Prince z Walesu, CK - Campbellova konference, ZK - Západní konference, VK - Východní konference, fialové podbarvení - reorganizace, změna skupiny či soutěže
| USA / Kanada (1973 – 1975) |                       |        |    |    |    |   |    |    |     |     |     |    |        |          |
| Sezóny                     | Liga                  | Úroveň | Z  | V  | VP | R | PP | P  | VG  | OG  | +/- | B  | Pozice | Play-off |
| 1973/74                    | WHA (Západní divize)  | –      | 78 | 27 | –  | 1 | –  | 50 | 278 | 345 | -67 | 55 | 5.     | –        |
| 1974/75                    | WHA (Kanadská divize) | –      | 78 | 37 | –  | 2 | –  | 39 | 256 | 270 | -14 | 76 | 4.     | –        |